# UDP-ガラクトース-4-エピメラーゼ

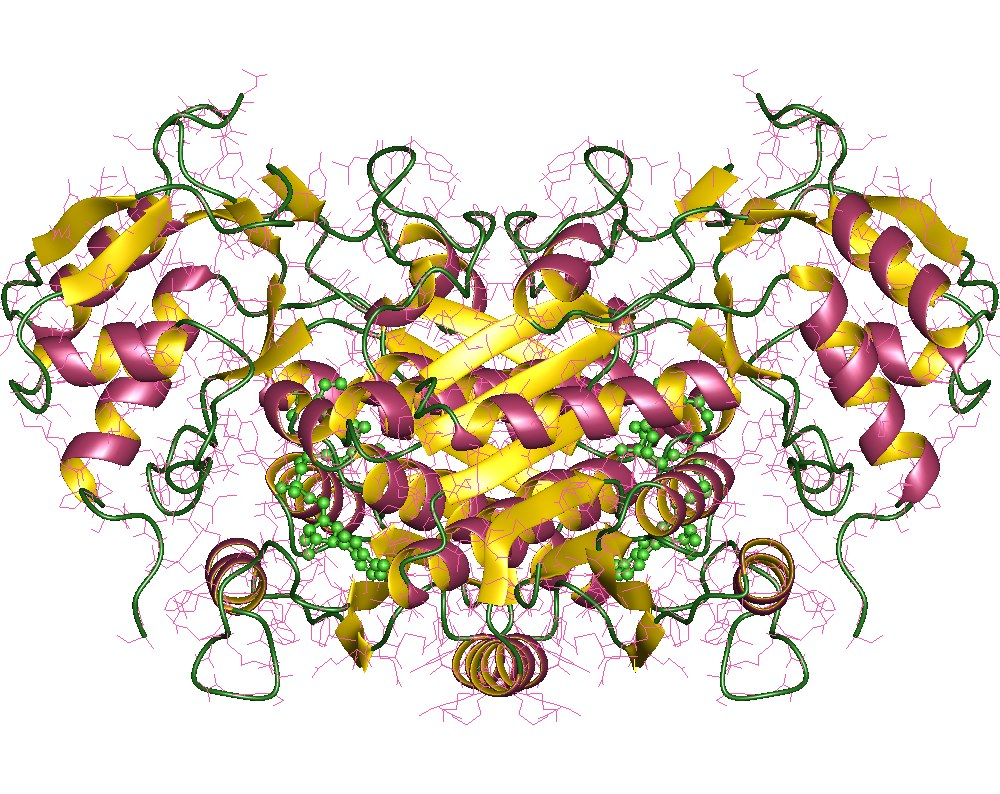
UDP-galactose 4-epimerase dimer, Human.

UDP-ガラクトース-4-エピメラーゼ（英：UDP-galactose-4-epimerase、GALE、EC 5.1.3.2）またはUDP-グルコース-4-エピメラーゼは、ガラクトース血症のタイプ3に関連する酵素である。この酵素はUDP-グルコースをUDP-ガラクトースへ転換する。